# Яйця по-російськи

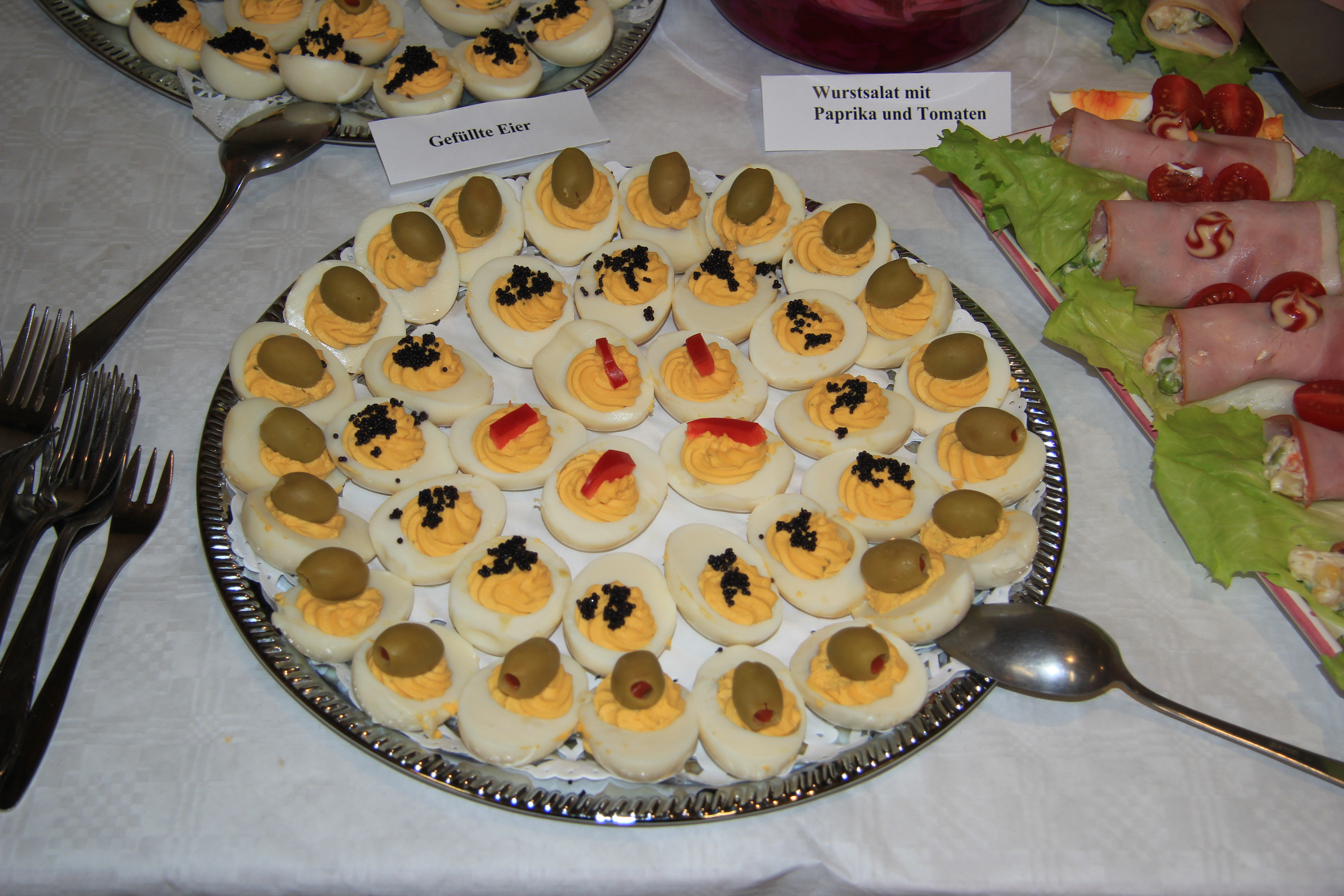
Яйця по-російськи

Яйця по-російськи, російські яйця (нім. Russische Eier) — холодна закуска в німецькій кухні з відварених круто фаршированих яєць з кремоподібною начинкою. Популярна страва для шведського столу.
У класичному варіанті яйця по-російськи начиняють сумішшю жовтка з майонезом або ремуладом і чорною ікрою зверху. Назва страви очевидно йде від використовуваної в ньому ікри, але також існує версія, що назва відсилає до любові росіян до майонезу. У більшості ж рецептів, як зазвичай у фаршированих яйцях, яєчний жовток розтирають і приправляють гірчицею, сметаною або майонезом і додають анчоуси, каперси, дрібно рубані мариновані огірки та зелень, а потім отриманою масою начиняють половинки яєчного білка. У деяких регіонах половинки варених яєць з ікрою та майонезом викладають на картопляний салат і сервірують з м'ясним салатом, сьомгою та оселедцевим салатом з буряком.